# Karl Bernhard Stark

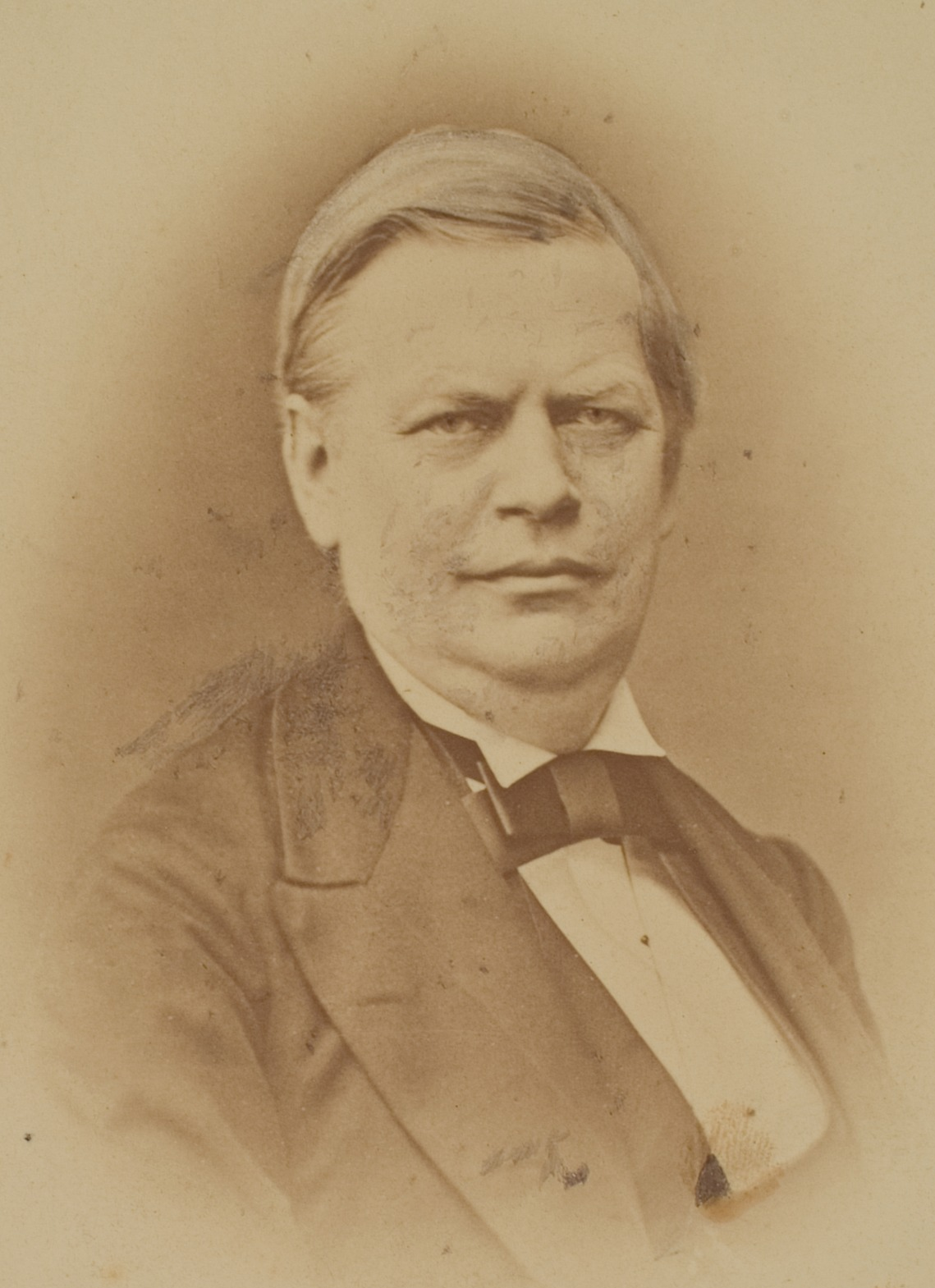
Fotografie von Karl Bernhard Stark.

Karl Bernhard Stark (* 2. Oktober 1824 in Jena; † 12. Oktober 1879 in Heidelberg) war ein deutscher Klassischer Archäologe.

## Leben und Wirken
Stark entstammte einer Gelehrtenfamilie; sein Vater war der Jenaer Medizinprofessor Karl Wilhelm Stark und seine Mutter Emilie Martin (1799–1876). Er studierte vom Sommersemester 1842 bis zum Herbst 1845 Philosophie und Philologie an den Universitäten Jena und Leipzig. 1845 machte er sein Magister-Examen in Jena und wurde noch im gleichen Jahr promoviert, 1846 folgte ein zweites Magister-Examen in Philologie. In der gleichen Zeit führte er verschiedene Privatstudien durch und unternahm im Juli 1847 eine Studienreise nach Italien.
Durch August Boeckh wurde Stark zur Beschäftigung mit der antiken Kunst gebracht. 1848 erfolgte mit der Arbeit De tellure dea deque eius imagine a Manuel Phile descripta seine Habilitation in Jena. Ab 1850 war er außerordentlicher Professor, ab 1851 Vize-Direktor des Archäologischen Museums Jena. Am 23. Mai 1850 heiratete er Wilhelmine Johanna Walther (1826–1900), mit der er einen Sohn und drei Töchter hatte. Am 9. August 1855 wurde er auf den neu eingerichteten Lehrstuhl für Archäologie in Heidelberg berufen, den er bis zu seinem Tod im Jahr 1879 innehatte. Im Jahr 1863 lehnte er einen Ruf an die Universität Dorpat ab, 1866 wurde auf seine Initiative hin das Archäologische Institut der Universität Heidelberg gegründet. 1859 und 1871/1872 war er Dekan der Philosophischen Fakultät, ebenfalls 1871/1872 Mitglied des engeren Senats der Universität und 1873 sowie von Herbst 1874 bis Frühjahr 1875 deren Prorektor. Der Kunsthistoriker Friedrich Klopfleisch war einer seiner Schüler und sein späterer Schwager, da dieser Starks Schwester Helene Selma (1838–1887) heiratete.
Zu Starks bedeutendsten Arbeiten zählt eine Monografie über die Geschichte von Gaza. Mit seinem Buch über Niobe und Niobiden rückte der Mythos in den Blickpunkt seiner Tätigkeit. Stark beschäftigte sich oftmals mit lokalen römischen Denkmälern, aber auch mit dem Heidelberger Schloss. Er bearbeitete die zweite Auflage des dritten Teils von Karl Friedrich Hermann Lehrbuch der griechischen Antiquitäten (Privataltertümer, Leipzig 1870). Eine neue Reise in den griechischen Orient gab Material zu einer Reihe von Berichten, die er später in dem Werk Nach dem griechischen Orient (Heidelberg 1874) verarbeitete.
Stark war ab 1852 ordentliches Mitglied der Académie royale de Belgique und ab 1854 Mitglied der Königlich Sächsischen Gesellschaft für Wissenschaften in Leipzig. 1874 erhielt er das Ritterkreuz 1. Klasse des Ordens vom Zähringer Löwen.
Sein Grabmal befindet sich auf dem Bergfriedhof Heidelberg in der (Abt. D), dem so genannten „Professorenweg“. Der Grabstein, ein mächtiger in kubische Form behauener Granit-Findling, ist mit einer weißen Marmortafel versehen, in die die Namen Carl Bernhard Stark und Wilhelmine Stark, geb. Walther eingeschlagen sind.

## Schriften
- Quaestionum anacreonticarum libri duo. Leipzig 1846.
- De Tellure Dea Deque Eius Imagine A Manuele Phile Descripta. Dissertation, Jena 1848.
- Kunst und Schule. Zur deutschen Schulreform. Jena 1848.
- Forschungen zur Geschichte des hellenistischen Orients: Gaza und die philistäische Küste. Jena 1852.
- Archäologische Studien. Wetzlar 1852 (Ergebnis einer Reise durch Frankreich und Belgien).
- Städteleben, Kunst und Alterthum in Frankreich. Nebst einem Anhang über Antwerpen. Jena 1855.
- Leonardo da Vinci. Ein Vortrag. Jena 1858.
- Niobe und die Niobiden in ihrer literarischen, künstlerischen und mythologischen Bedeutung. Leipzig 1863.
- Ladenburg am Neckar und seine römischen Funde. Bonn 1868.
- Gigantomachie auf antiken Reliefs und der Tempel des Jupiter tonans in Rom. Heidelberg 1869.
- Aus dem Reiche des Tantalus und Croesus. Eine Reisestudie. Berlin 1872.
- Handbuch der Archäologie der Kunst. Band 1, Leipzig 1878 (die Systematik der Archäologie und eine Geschichte der archäologischen Studien enthaltend).
- Das Heidelberger Schloss in seiner kunst- und kulturgeschichtlichen Bedeutung. Heidelberg 1881.